# سینوفارم
سینوفارم (انگلیسی: Sinopharm Group) یک شرکت داروسازی چینی است. شرکت مادر این گروه سینوفارم، شرکت سرمایه‌گذاری صنعتی سینوفارم است. سینوفارم پژوهش‌های گروهی و توسعه، تولید و توزیع در بازارها و دیگر محصولات بهداشتی را انجام می‌دهد.
گروه سینوفارم؛ کارخانجات، آزمایشگاه‌های پژوهشی، کشتزارهای گیاهان دارویی سنتی چینی و شبکه‌های بازاریابی و توزیع که در سراسر چین هستند را مدیریت می‌کند.